# Crkva sv. Fabijana i Sebastijana u Donjem Humcu
Crkva sv. Fabijana i Sebastijana u Donjem Humcu, općina Nerežišća.

## Opis
Župna crkva sv. Fabijana i Sebastijana u Donjem Humcu sagrađena je na udignutom dijelu naselja u doba razvijene romanike, a proširena je u 14. st. Današnji izgled trobrodne građevine dobiva proširenjem bočnih brodova krajem 19. st. Građena je finim kamenim klesancima, a u unutrašnjosti presvođena prelomljenim svodom s romaničkim vijencem i poprečnim zidanim pojasnicama. Na istočnom zidu nad trijumfalnim lukom je freska s motivom Deisisa iz 13. st., rijetko sačuvana scena u dalmatinskom zidnom slikarstvu. Uz jugoistočnu stranu crkve protomajstor Ignacije Macanović gradi 1744. god. kameni zvonik s lukovicom.

## Zaštita
Pod oznakom Z-4455 zavedena je kao nepokretno kulturno dobro - pojedinačno, pravna statusa zaštićena kulturnog dobra, klasificirano kao "sakralna graditeljska baština".

## Vanjske poveznice
|  | Zajednički poslužitelj ima još gradiva o temi Crkva sv. Fabijana i Sebastijana u Donjem Humcu |